# 伏爾加哥薩克

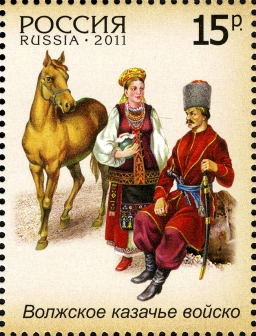
伏爾加哥薩克

伏爾加哥薩克（俄语：Волжские казаки），是十六世纪出現的自由哥薩克社羣。

## 历史
伏爾加哥薩克參加葉爾馬克征服西伯利亞汗國，由於在18世紀成立了察里津堡壘線，沙俄政府決定成立伏爾加哥薩克分隊，駐地位於察里津以北。他們很多人參加普加喬夫起義。
在1770年和1777年大部分伏爾加哥薩克遷往北高加索地區，形成了捷列克哥薩克，伏爾加哥薩克正式被廢除，其餘人口在19世紀初被併入阿斯特拉罕哥薩克。